# 2003 في اليمن
فيما يلي قوائم الأحداث التي وقعت خلال عام 2003 في اليمن.

## أحداث
- 27 أبريل – الانتخابات البرلمانية اليمنية 2003.

## سياسة

### تعيين في المنصب
- 1 يناير – علي عشال عضو مجلس النواب اليمني.
- 27 أبريل – أبو بكر أحمد عباد عمر عباد عضو مجلس النواب اليمني.
- 27 أبريل – أحمد أحمد محسن العقاري عضو مجلس النواب اليمني.
- 27 أبريل – أحمد أحمد محسن النويرة عضو مجلس النواب اليمني.
- 27 أبريل – أحمد إسماعيل أبو حورية عضو مجلس النواب اليمني.
- 27 أبريل – أحمد حسن عبد الهادي باحويرث عضو مجلس النواب اليمني.
- 27 أبريل – أحمد سعيد عبيد الصويل عضو مجلس النواب اليمني.
- 27 أبريل – أحمد سيف حاشد هاشم عضو مجلس النواب اليمني.
- 27 أبريل – أحمد عباس أحمد قايد البرطي عضو مجلس النواب اليمني.
- 27 أبريل – أحمد عبد الرب حسن الدخين عضو مجلس النواب اليمني.
- 27 أبريل – أحمد عبد الرزاق الرقيحي عضو مجلس النواب اليمني.
- 27 أبريل – أحمد عبد الله محمد العزاني عضو مجلس النواب اليمني.
- 27 أبريل – أحمد علي عبد الله السنيدار عضو مجلس النواب اليمني.
- 27 أبريل – أحمد عيضة أحمد القرشي عضو مجلس النواب اليمني.
- 27 أبريل – أحمد محمد أحمد الضبيبي عضو مجلس النواب اليمني.
- 27 أبريل – أحمد محمد الخاوي عضو مجلس النواب اليمني.
- 27 أبريل – أحمد محمد الكحلاني عضو مجلس النواب اليمني.
- 27 أبريل – أحمد محمد إسماعيل النزيلي عضو مجلس النواب اليمني.
- 27 أبريل – أحمد محمد حسين عبد الله الخولاني عضو مجلس النواب اليمني.
- 27 أبريل – أحمد محمد عبد الله الأصبحي عضو مجلس النواب اليمني.
- 27 أبريل – أحمد محمد عبد الله رزق الزهيري عضو مجلس النواب اليمني.
- 27 أبريل – أحمد محمد عبد الله صوفان عضو مجلس النواب اليمني.
- 27 أبريل – أحمد محمد علي عضو مجلس النواب اليمني.
- 27 أبريل – أحمد محمد يحيى قبوع عضو مجلس النواب اليمني.
- 27 أبريل – أحمد ناصر محمد حسين شايع عضو مجلس النواب اليمني.
- 27 أبريل – أحمد هادي محمد الشقذه الصريمي عضو مجلس النواب اليمني.
- 27 أبريل – أحمد يحيى الحاج محمد علي عضو مجلس النواب اليمني.
- 27 أبريل – أكرم عبد الله محمد عطيه عضو مجلس النواب اليمني.
- 27 أبريل – أمين أحمد محمد قائد مخارش عضو مجلس النواب اليمني.
- 27 أبريل – أمين العكيمي عضو مجلس النواب اليمني.
- 27 أبريل – اسامه محمد قاسم معوضه عضو مجلس النواب اليمني.
- 27 أبريل – الخضر محمد ناصر العزاني عضو مجلس النواب اليمني.
- 27 أبريل – امين محمد هزاع الصلوي عضو مجلس النواب اليمني.
- 27 أبريل – انصاف علي محمد مايو عضو مجلس النواب اليمني.
- 27 أبريل – إبراهيم أحمد صغير المزلم عضو مجلس النواب اليمني.
- 27 أبريل – إبراهيم شعيب محمد الفاشق عضو مجلس النواب اليمني.
- 27 أبريل – إسحاق يحيى بلغيث القحم عضو مجلس النواب اليمني.
- 27 أبريل – إسماعيل عبد الرحمن محمد السماوي عضو مجلس النواب اليمني.
- 27 أبريل – بسام علي حسن الشاطر عضو مجلس النواب اليمني.
- 27 أبريل – بكيل بن ناجي عبد الله الصوفي عضو مجلس النواب اليمني.
- 27 أبريل – جابر عبد الله غالب الوهباني عضو مجلس النواب اليمني.
- 27 أبريل – جبران مجاهد يحيى أبو شوارب عضو مجلس النواب اليمني.
- 27 أبريل – جعبل محمد طعيمان عضو مجلس النواب اليمني.
- 27 أبريل – حزام ناجي مصلح فاضل عضو مجلس النواب اليمني.
- 27 أبريل – حسن سود أحمد يحيى هفج عضو مجلس النواب اليمني.
- 27 أبريل – حسن عبد الرحمن بورجي عضو مجلس النواب اليمني.
- 27 أبريل – حسن عبده صالح جيد عضو مجلس النواب اليمني.
- 27 أبريل – حسن علي عنان عضو مجلس النواب اليمني.
- 27 أبريل – حسن عمر محمد إبراهيم سويد عضو مجلس النواب اليمني.
- 27 أبريل – حسين حسين حسين خميس عضو مجلس النواب اليمني.
- 27 أبريل – حسين حسين علي السوادي عضو مجلس النواب اليمني.
- 27 أبريل – حسين عبد الله حسين الأحمر عضو مجلس النواب اليمني.
- 27 أبريل – حمود حمود يحيى عاطف عضو مجلس النواب اليمني.
- 27 أبريل – حميد الأحمر عضو مجلس النواب اليمني.
- 27 أبريل – حميد عبد الله صغير الجبرتي عضو مجلس النواب اليمني.
- 27 أبريل – حميد محمد علي أحمد شعبين عضو مجلس النواب اليمني.
- 27 أبريل – حمير عبد الله حسين الأحمر عضو مجلس النواب اليمني.
- 27 أبريل – خالد صالح شائف الردفاني عضو مجلس النواب اليمني.
- 27 أبريل – خالد عبد الباري جيلان عضو مجلس النواب اليمني.
- 27 أبريل – خالد مجود طه محمد الصعدي عضو مجلس النواب اليمني.
- 27 أبريل – خالد محمد قاسم العنسي عضو مجلس النواب اليمني.
- 27 أبريل – خالد يحيى علي معصار عضو مجلس النواب اليمني.
- 27 أبريل – ربيش علي وهبان العليي عضو مجلس النواب اليمني.
- 27 أبريل – رشاد لطف حميد ناصر الشعوري عضو مجلس النواب اليمني.
- 27 أبريل – زكريا سعيد محمد الزكري عضو مجلس النواب اليمني.
- 27 أبريل – زياد علي صغير شامي عضو مجلس النواب اليمني.
- 27 أبريل – زيد أحمد محمد طه عضو مجلس النواب اليمني.
- 27 أبريل – زيد علي حميد الشامي عضو مجلس النواب اليمني.
- 27 أبريل – زيد محمد محمد أبو علي عضو مجلس النواب اليمني.
- 27 أبريل – زيدان علي علي زيدان دهشوش عضو مجلس النواب اليمني.
- 27 أبريل – سالم أحمد محمد عمر الجنيدي عضو مجلس النواب اليمني.
- 27 أبريل – سالم علي سالم عبد الله البيضي عضو مجلس النواب اليمني.
- 27 أبريل – سالم منصور حيدره حسين عضو مجلس النواب اليمني.
- 27 أبريل – سعيد سالم سعد باحقيبة عضو مجلس النواب اليمني.
- 27 أبريل – سعيد مبارك محمد سعيد دومان عضو مجلس النواب اليمني.
- 27 أبريل – سلطان أحمد السامعي عضو مجلس النواب اليمني.
- 27 أبريل – سلطان البركاني عضو مجلس النواب اليمني.
- 27 أبريل – سلطان العتواني عضو مجلس النواب اليمني.
- 27 أبريل – سليمان علي أحمد المحمدي عضو مجلس النواب اليمني.
- 27 أبريل – سمير خيري رضا عضو مجلس النواب اليمني.
- 27 أبريل – سنان عبد الولي حسين العجي عضو مجلس النواب اليمني.
- 27 أبريل – سهيل محمد عبد الرزاق عضو مجلس النواب اليمني.
- 27 أبريل – شوقي القاضي عضو مجلس النواب اليمني.
- 27 أبريل – شوقي عبد السلام شمسان عضو مجلس النواب اليمني.
- 27 أبريل – صادق علي عبد الله الضباب عضو مجلس النواب اليمني.
- 27 أبريل – صادق علي يحيى أبو يابس عضو مجلس النواب اليمني.
- 27 أبريل – صادق قاسم محمد البعداني عضو مجلس النواب اليمني.
- 27 أبريل – صالح أحمد علي التام عضو مجلس النواب اليمني.
- 27 أبريل – صالح إسماعيل محمد أبو عادل عضو مجلس النواب اليمني.
- 27 أبريل – صالح سالم هادي العامري عضو مجلس النواب اليمني.
- 27 أبريل – صالح عبد الله علي السنباني عضو مجلس النواب اليمني.
- 27 أبريل – صالح علي فريد البرهمي عضو مجلس النواب اليمني.
- 27 أبريل – صالح فريد العولقي عضو مجلس النواب اليمني.
- 27 أبريل – صالح قايد صالح الشرجي عضو مجلس النواب اليمني.
- 27 أبريل – صالح محمد عبود باعشر عضو مجلس النواب اليمني.
- 27 أبريل – صخر الوجية عضو مجلس النواب اليمني.
- 27 أبريل – صغير حمود أحمد عزيز عضو مجلس النواب اليمني.
- 27 أبريل – صلاح قايد صالح الشنفرة عضو مجلس النواب اليمني.
- 27 أبريل – صهيب حمود خالد الصوفي عضو مجلس النواب اليمني.
- 27 أبريل – عارف أحمد علي الصبري عضو مجلس النواب اليمني.
- 27 أبريل – عباس أحمد عبد الرحمن النهاري عضو مجلس النواب اليمني.
- 27 أبريل – عبد الباري عبد الله دغيش عضو مجلس النواب اليمني.
- 27 أبريل – عبد الجبار عوض سعيد عمر عضو مجلس النواب اليمني.
- 27 أبريل – عبد الجليل جازم القباطي عضو مجلس النواب اليمني.
- 27 أبريل – عبد الجليل ردمان أحمد قاسم عضو مجلس النواب اليمني.
- 27 أبريل – عبد الجليل عبده ثابت عضو مجلس النواب اليمني.
- 27 أبريل – عبد الحميد أحمد علي حريز عضو مجلس النواب اليمني.
- 27 أبريل – عبد الحميد سيف البتراء عضو مجلس النواب اليمني.
- 27 أبريل – عبد الحميد علي عبده الحسني عضو مجلس النواب اليمني.
- 27 أبريل – عبد الحميد محمد فرحان الشرعبي عضو مجلس النواب اليمني.
- 27 أبريل – عبد الخالق عبد الحافظ بن شيهون عضو مجلس النواب اليمني.
- 27 أبريل – عبد الخالق عبده أحمد البركاني عضو مجلس النواب اليمني.
- 27 أبريل – عبد الرحمن إبراهيم عبده نشطان عضو مجلس النواب اليمني.
- 27 أبريل – عبد الرحمن بافضل عضو مجلس النواب اليمني.
- 27 أبريل – عبد الرحمن صالح مصلح معزب عضو مجلس النواب اليمني.
- 27 أبريل – عبد الرحمن عبد الله حسين المحبشي عضو مجلس النواب اليمني.
- 27 أبريل – عبد الرحمن علي العشبي عضو مجلس النواب اليمني.
- 27 أبريل – عبد الرحمن محمد عبد الله الأكوع عضو مجلس النواب اليمني.
- 27 أبريل – عبد الرزاق أحمد الهجري عضو مجلس النواب اليمني.
- 27 أبريل – عبد السلام أحمد الدهبلي عضو مجلس النواب اليمني.
- 27 أبريل – عبد السلام صالح هشول زابية عضو مجلس النواب اليمني.
- 27 أبريل – عبد العزيز أحمد كرو عضو مجلس النواب اليمني.
- 27 أبريل – عبد العزيز جباري عضو مجلس النواب اليمني.
- 27 أبريل – عبد العزيز عبد الواحد علي الواحدي عضو مجلس النواب اليمني.
- 27 أبريل – عبد العزيز قاسم محمد الجنيد عضو مجلس النواب اليمني.
- 27 أبريل – عبد القادر عبد الله الدعيس عضو مجلس النواب اليمني.
- 27 أبريل – عبد الكريم أحمد جدبان علي عضو مجلس النواب اليمني.
- 27 أبريل – عبد الكريم أحمد يحيى السنيني عضو مجلس النواب اليمني.
- 27 أبريل – عبد الكريم شرف محسن شيبان عضو مجلس النواب اليمني.
- 27 أبريل – عبد الكريم محسن حسين الأكوع عضو مجلس النواب اليمني.
- 27 أبريل – عبد الكريم محمد مشعوف الأسلمي عضو مجلس النواب اليمني.
- 27 أبريل – عبد الله أحمد علي العديني عضو مجلس النواب اليمني.
- 27 أبريل – عبد الله أحمد محمد القحيزه عضو مجلس النواب اليمني.
- 27 أبريل – عبد الله بن علي الغادر عضو مجلس النواب اليمني.
- 27 أبريل – عبد الله حسن أحمد خيرات عضو مجلس النواب اليمني.
- 27 أبريل – عبد الله حسين عبد الله البشيري عضو مجلس النواب اليمني.
- 27 أبريل – عبد الله حمود الحاج الكاتب عضو مجلس النواب اليمني.
- 27 أبريل – عبد الله سعد شرف النعماني عضو مجلس النواب اليمني.
- 27 أبريل – عبد الله عبد الله يحيى بدر الدين عضو مجلس النواب اليمني.
- 27 أبريل – عبد الله عبده علي أحمد اهيف عضو مجلس النواب اليمني.
- 27 أبريل – عبد الله علي حسن معيلي عضو مجلس النواب اليمني.
- 27 أبريل – عبد الله علي صالح الخلاقي عضو مجلس النواب اليمني.
- 27 أبريل – عبد الله مبخوت صالح العراقي عضو مجلس النواب اليمني.
- 27 أبريل – عبد الله محسن أحمد العجر عضو مجلس النواب اليمني.
- 27 أبريل – عبد الله محمد صالح المقطري عضو مجلس النواب اليمني.
- 27 أبريل – عبد المعز عبد الجبار دبوان عضو مجلس النواب اليمني.
- 27 أبريل – عبد الملك أحمد حسن الوزير عضو مجلس النواب اليمني.
- 27 أبريل – عبد الملك عبد الله حسن القصوص عضو مجلس النواب اليمني.
- 27 أبريل – عبد الواحد سعيد المخلافي عضو مجلس النواب اليمني.
- 27 أبريل – عبد الواسع هائل سعيد انعم عضو مجلس النواب اليمني.
- 27 أبريل – عبد الولي عبده حسن الجابري عضو مجلس النواب اليمني.
- 27 أبريل – عبد الوهاب محمد قائد العامر عضو مجلس النواب اليمني.
- 27 أبريل – عبد الوهاب محمود عبد الحميد عضو مجلس النواب اليمني.
- 27 أبريل – عبد الوهاب محمود علي معوضة عضو مجلس النواب اليمني.
- 27 أبريل – عبد ربه أحمد سالم العمري عضو مجلس النواب اليمني.
- 27 أبريل – عبده علي صالح العودي عضو مجلس النواب اليمني.
- 27 أبريل – عبده محسن محمد مهدي عضو مجلس النواب اليمني.
- 27 أبريل – عبده محمد حسين الحذيفي عضو مجلس النواب اليمني.
- 27 أبريل – عبده محمد ردمان رافع عضو مجلس النواب اليمني.
- 27 أبريل – عبده محمد عبد الله بشر عضو مجلس النواب اليمني.
- 27 أبريل – عبده محمد علي الحبيشي عضو مجلس النواب اليمني.
- 27 أبريل – عبده مهدي حسن العدله عضو مجلس النواب اليمني.
- 27 أبريل – عثمان حسين فايد مجلي عضو مجلس النواب اليمني.
- 27 أبريل – عدنان علي صغير شامي عضو مجلس النواب اليمني.
- 27 أبريل – عزام عبد الله سعد صلاح عضو مجلس النواب اليمني.
- 27 أبريل – علي أحمد العمراني عضو مجلس النواب اليمني.
- 27 أبريل – علي أحمد غبري درمش عضو مجلس النواب اليمني.
- 27 أبريل – علي أحمد محمد الورافي عضو مجلس النواب اليمني.
- 27 أبريل – علي أحمد ناصر محمد الذهب عضو مجلس النواب اليمني.
- 27 أبريل – علي بغوي عبد الله أصلع عضو مجلس النواب اليمني.
- 27 أبريل – علي حسن أحمد جيلان عضو مجلس النواب اليمني.
- 27 أبريل – علي حسين سالم المنبهي عضو مجلس النواب اليمني.
- 27 أبريل – علي حسين ناصر العنسي عضو مجلس النواب اليمني.
- 27 أبريل – علي سعيد علي القشيبي عضو مجلس النواب اليمني.
- 27 أبريل – علي شائع محمد مثنى عضو مجلس النواب اليمني.
- 27 أبريل – علي صالح محمد صالح قعشة عضو مجلس النواب اليمني.
- 27 أبريل – علي عبد الله أحمد أبو حليقة عضو مجلس النواب اليمني.
- 27 أبريل – علي عبد المعطي أحمد الجنيد عضو مجلس النواب اليمني.
- 27 أبريل – علي عبد ربه ضيف الله القاضي عضو مجلس النواب اليمني.
- 27 أبريل – علي علي الطيب حسن عضو مجلس النواب اليمني.
- 27 أبريل – علي غالب عبد الله الكبودي عضو مجلس النواب اليمني.
- 27 أبريل – علي فتيني يحيى محمد غلاب عضو مجلس النواب اليمني.
- 27 أبريل – علي قائد سلطان الوافي عضو مجلس النواب اليمني.
- 27 أبريل – علي مجاهد محمد سعيد شمر عضو مجلس النواب اليمني.
- 27 أبريل – علي محمد أحمد الخبال عضو مجلس النواب اليمني.
- 27 أبريل – علي محمد أحمد المعمري عضو مجلس النواب اليمني.
- 27 أبريل – علي محمد حسن الصعر عضو مجلس النواب اليمني.
- 27 أبريل – علي محمد سالم عطيه عضو مجلس النواب اليمني.
- 27 أبريل – علي محمد غالب ردمان المخلافي عضو مجلس النواب اليمني.
- 27 أبريل – علي محمد قاصره الأهدل عضو مجلس النواب اليمني.
- 27 أبريل – علي مسعد علي زيد اللهبي عضو مجلس النواب اليمني.
- 27 أبريل – علي ناصر عايض السمحي عضو مجلس النواب اليمني.
- 27 أبريل – علي هبه أحمد منصري عضو مجلس النواب اليمني.
- 27 أبريل – عمر صالح هندي دغسان عضو مجلس النواب اليمني.
- 27 أبريل – عمر محسن عبد الرحمن العمودي عضو مجلس النواب اليمني.
- 27 أبريل – عوض السقطري عضو مجلس النواب اليمني.
- 27 أبريل – عوض سالم سعيد باوزير عضو مجلس النواب اليمني.
- 27 أبريل – عوض محمد العولقي عضو مجلس النواب اليمني.
- 27 أبريل – عيدروس نصر ناصر النقيب عضو مجلس النواب اليمني.
- 27 أبريل – غالب عبد الكافي حميد القرشي عضو مجلس النواب اليمني.
- 27 أبريل – فايز عبد الله حامس العوجري عضو مجلس النواب اليمني.
- 27 أبريل – فتحي توفيق عبد الرحيم مطهر عضو مجلس النواب اليمني.
- 27 أبريل – فيصل شايف عبد الرحمن الحبيشي عضو مجلس النواب اليمني.
- 27 أبريل – فيصل عبد الله هزاع الشوافي عضو مجلس النواب اليمني.
- 27 أبريل – فيصل ناصر محمد عريج عضو مجلس النواب اليمني.
- 27 أبريل – فؤاد دحابه عضو مجلس النواب اليمني.
- 27 أبريل – فؤاد عبيد سعيد واكد عضو مجلس النواب اليمني.
- 27 أبريل – فؤاد محمد عبد الكريم محمد عضو مجلس النواب اليمني.
- 27 أبريل – قاسم حسين قاسم الحظاء عضو مجلس النواب اليمني.
- 27 أبريل – قاسم محمد قاسم الكسادي عضو مجلس النواب اليمني.
- 27 أبريل – قاسم ناصر أحمد حبيش عضو مجلس النواب اليمني.
- 27 أبريل – مبخوت مبارك مرعي عضو مجلس النواب اليمني.
- 27 أبريل – محسن علي عبد الله البحر عضو مجلس النواب اليمني.
- 27 أبريل – محسن علي عمر باصره عضو مجلس النواب اليمني.
- 27 أبريل – محسن محمد أحمد الأنسي عضو مجلس النواب اليمني.
- 27 أبريل – محمد أحمد سعيد الزويدي عضو مجلس النواب اليمني.
- 27 أبريل – محمد أحمد صالح الباكري عضو مجلس النواب اليمني.
- 27 أبريل – محمد أحمد محسن المقداد عضو مجلس النواب اليمني.
- 27 أبريل – محمد أحمد محمد ورق عضو مجلس النواب اليمني.
- 27 أبريل – محمد الحاج صالح الصالحي عضو مجلس النواب اليمني.
- 27 أبريل – محمد الخادم غالب الوجيه عضو مجلس النواب اليمني.
- 27 أبريل – محمد امين علي محسن باشا عضو مجلس النواب اليمني.
- 27 أبريل – محمد إسماعيل أحمد الأرحبي عضو مجلس النواب اليمني.
- 27 أبريل – محمد بكير عمر صلاح عضو مجلس النواب اليمني.
- 27 أبريل – محمد بن ناجي الشايف عضو مجلس النواب اليمني.
- 27 أبريل – محمد ثابت محمد العسلي عضو مجلس النواب اليمني.
- 27 أبريل – محمد حسن عبود العمودي عضو مجلس النواب اليمني.
- 27 أبريل – محمد رشاد العليمي عضو مجلس النواب اليمني.
- 27 أبريل – محمد سالم سعيد الجوهي عضو مجلس النواب اليمني.
- 27 أبريل – محمد سيف الشميري عضو مجلس النواب اليمني.
- 27 أبريل – محمد صالح عفيف الحميري عضو مجلس النواب اليمني.
- 27 أبريل – محمد صالح علي البرعي عضو مجلس النواب اليمني.
- 27 أبريل – محمد صالح علي القباطي عضو مجلس النواب اليمني.
- 27 أبريل – محمد صالح علي الناحية عضو مجلس النواب اليمني.
- 27 أبريل – محمد صبار علي الجماعي عضو مجلس النواب اليمني.
- 27 أبريل – محمد عبد الإله محمد القاضي عضو مجلس النواب اليمني.
- 27 أبريل – محمد عبد الحافظ جبران العيسائي عضو مجلس النواب اليمني.
- 27 أبريل – محمد عبد الله سعيد الجبري عضو مجلس النواب اليمني.
- 27 أبريل – محمد عبد الملك أحمد بن مالك عضو مجلس النواب اليمني.
- 27 أبريل – محمد عبد الولي النهمي عضو مجلس النواب اليمني.
- 27 أبريل – محمد عبد الوهاب حسن الزبيري عضو مجلس النواب اليمني.
- 27 أبريل – محمد عبده سعيد انعم عضو مجلس النواب اليمني.
- 27 أبريل – محمد علي أبو بكر المشهور عضو مجلس النواب اليمني.
- 27 أبريل – محمد علي أحمد سوار عضو مجلس النواب اليمني.
- 27 أبريل – محمد علي بن ياسر عضو مجلس النواب اليمني.
- 27 أبريل – محمد علي سالم الشدادي عضو مجلس النواب اليمني.
- 27 أبريل – محمد علي صالح الحاشدي عضو مجلس النواب اليمني.
- 27 أبريل – محمد علي قاسم قوارة عضو مجلس النواب اليمني.
- 27 أبريل – محمد علي محمد المقرني عضو مجلس النواب اليمني.
- 27 أبريل – محمد علي يحيى مرعي عضو مجلس النواب اليمني.
- 27 أبريل – محمد علي يحيى مزريه عضو مجلس النواب اليمني.
- 27 أبريل – محمد قاسم محمد النقيب عضو مجلس النواب اليمني.
- 27 أبريل – محمد محمد أحمد الرزوم عضو مجلس النواب اليمني.
- 27 أبريل – محمد محمد أحمد الصبري عضو مجلس النواب اليمني.
- 27 أبريل – محمد محمد أحمد منصور عضو مجلس النواب اليمني.
- 27 أبريل – محمد محمد عبد الله شرده عضو مجلس النواب اليمني.
- 27 أبريل – محمد مشلي زيد علي الرضي عضو مجلس النواب اليمني.
- 27 أبريل – محمد مقبل علي الحميري عضو مجلس النواب اليمني.
- 27 أبريل – محمد منصور صالح البكري عضو مجلس النواب اليمني.
- 27 أبريل – محمد مهدي عبد الله صالح الكويتي عضو مجلس النواب اليمني.
- 27 أبريل – محمد ناصر الحزمي عضو مجلس النواب اليمني.
- 27 أبريل – محمد ناصر غانم شرفات الحميري عضو مجلس النواب اليمني.
- 27 أبريل – محمد نجيب أحمد سيف الحزمي عضو مجلس النواب اليمني.
- 27 أبريل – محمد هاشم طاهر البطاح عضو مجلس النواب اليمني.
- 27 أبريل – محمد يحيى حمود الشرفي عضو مجلس النواب اليمني.
- 27 أبريل – محمد يحيى غالب الحاوري عضو مجلس النواب اليمني.
- 27 أبريل – محمود قائد عوض سلمان الدباسي عضو مجلس النواب اليمني.
- 27 أبريل – مختار صادق أمين أبو راس عضو مجلس النواب اليمني.
- 27 أبريل – مذحج عبد الله بن حسين الأحمر عضو مجلس النواب اليمني.
- 27 أبريل – مطهر عبد الله أحمد الحجري عضو مجلس النواب اليمني.
- 27 أبريل – مفضل إسماعيل غالب الأبارة عضو مجلس النواب اليمني.
- 27 أبريل – منصر عبد الله يحيى منصر عضو مجلس النواب اليمني.
- 27 أبريل – منصور عزيز حمود الزنداني عضو مجلس النواب اليمني.
- 27 أبريل – منصور علي عبد الواحد الشهاري عضو مجلس النواب اليمني.
- 27 أبريل – منصور علي عبده واصل عضو مجلس النواب اليمني.
- 27 أبريل – منصور علي يحيى الحنق عضو مجلس النواب اليمني.
- 27 أبريل – مهدي صالح غالب الجعدي عضو مجلس النواب اليمني.
- 27 أبريل – مهدي علي عبد السلام عبد الله عضو مجلس النواب اليمني.
- 27 أبريل – نائف محمد منصور الحميري عضو مجلس النواب اليمني.
- 27 أبريل – ناجي أحمد عتيق الشيخ عضو مجلس النواب اليمني.
- 27 أبريل – ناجي صالح ناجي القوسي عضو مجلس النواب اليمني.
- 27 أبريل – ناجي منصور علي راجح سعد عضو مجلس النواب اليمني.
- 27 أبريل – ناصر عبده أحمد عرمان عضو مجلس النواب اليمني.
- 27 أبريل – ناصر محمد ثابت سفيان عضو مجلس النواب اليمني.
- 27 أبريل – ناصر محمد علي باجيل عضو مجلس النواب اليمني.
- 27 أبريل – نبيل صادق علي محسن باشا عضو مجلس النواب اليمني.
- 27 أبريل – نجيب أحمد محمد الورقي عضو مجلس النواب اليمني.
- 27 أبريل – نجيب سعيد غانم الدبعي عضو مجلس النواب اليمني.
- 27 أبريل – نصر زيد امين يحيى محي الدين عضو مجلس النواب اليمني.
- 27 أبريل – نعمان علي محمد صالح البرح عضو مجلس النواب اليمني.
- 27 أبريل – هاشم عبد الله حسين الأحمر عضو مجلس النواب اليمني.
- 27 أبريل – هبة الله علي صغير شريم عضو مجلس النواب اليمني.
- 27 أبريل – هزاع سعد مطهر المسوري عضو مجلس النواب اليمني.
- 27 أبريل – ياسر أحمد سالم العواضي عضو مجلس النواب اليمني.
- 27 أبريل – يحيى بدر الدين الحوثي عضو مجلس النواب اليمني.
- 27 أبريل – يحيى حسن يحيى نصار عضو مجلس النواب اليمني.
- 27 أبريل – يحيى سهيل علي سهيل الحرجوج عضو مجلس النواب اليمني.
- 27 أبريل – يحيى محمد علي المطري عضو مجلس النواب اليمني.
- 27 أبريل – يحيى ناصر صالح الأسدي عضو مجلس النواب اليمني.
- 27 أبريل – يحيى يحيى القاضي عضو مجلس النواب اليمني.
- 17 مايو – رشاد محمد العليمي وزير الداخلية اليمني.
- 17 مايو – عبد الله علي عليوة وزير الدفاع اليمني.
- 17 مايو – عبد الملك سليمان المعلمي وزير الاتصالات وتقنية المعلومات.
- 27 أبريل – انصاف علي محمد مايو عضو مجلس النواب اليمني.

### انتهاء فترة المنصب
- 16 مايو – رشاد محمد العليمي وزير الداخلية اليمني.
- 16 مايو – عبد الله علي عليوة وزير الدفاع اليمني.
- 17 مايو – عبد الملك سليمان المعلمي وزير الاتصالات وتقنية المعلومات.

## مواليد

### مارس
- 3 مارس – قضية ندى الأهدل

## وفيات

### يناير
- 16 يناير – شمعون غاريدي (مواليد 1912) سياسي إسرائيلي.

### يونيو
- 13 يونيو – الحسن بن يحيى حميد الدين (مواليد 1908) سياسي يمني.